# Земщина (газета)
«Зе́мщина» — российская крайне право-монархическая ежедневная газета, издававшаяся в Санкт-Петербурге с июня 1909 года до февраля 1917 года.

## Идеология
Статья в первом номере газеты излагала политическое кредо нового издания:

…Земщина в полном единении со своим Самодержцем создала государство, собрала всю русскую землю, раздвинула границы до морей и океанов и довела Россию до той мощи, которая составила залог нашего величия и полной самостоятельности. С тех же пор, как земщина, под влиянием слепого и рабского подражания западной Европе, подверглась гонению и голос земли сменился голосом канцелярии, начинается расхищение Самодержавия и попрание народа. <…> К России, насчитывающей до 35 проц. инородцев, еврейская конституция ещё более не применима. Русский народ всегда инстинктивно чувствовал, что только Царь может быть ему надёжным защитником. Теперь же, когда на нас наседают Иудеи и многие инородцы, побуждаемые жадностью к наживе и обладающие огромной энергией, сплочённостью в политических интригах, а главное — запасами золота, при помощи которого покупаются не только голоса на выборах, но нередко и совесть людей, — русский народ сознательно не допустит умаления власти Царя. Он ясно понимает, что с того дня, как Россия лишится своего Самодержца, окончательно завершится порабощение его и начнётся расчленение государства. Нет, не в конституции, а в земщине наше спасение.…— «Земщина». 3 июня 1909, № 1, стр. 2.
Осенью 1915 года издателем газеты стал Н. Е. Марков, что превратило издание в фактический орган Союза русского народа.
Во время Первой мировой войны газета продвигала тезис, что вина за её развязывание лежит не на Германии, а на мировом еврействе, призывала власть к введению в России диктатуры.
Газета субсидировалась министерством внутренних дел из так называемого «рептильного фонда» — секретных (нераскрытых для контроля Государственной думы) средств для поддержки правой печати. Расходы на газету достигали 180 тыс. руб. в год. Император Николай II был постоянным читателем.

## История
Первым по времени издателем газеты был член III Государственной Думы C. А. Володимеров; редактором стал публицист С. К. Глинка-Янчевский (исключая краткий период в 1912 году).
В газете печатались, кроме самого Глинки, материалы ряда правых публицистов и политиков, как то: Бутми де Кацман, Н. П. Тихменев, Н. А. Энгельгардт, Л. Т. Злотников, Г. Г. Замысловский и других.
Во время Февральской революции газета была запрещена постановлением Исполкома Петроградского совета от 5 марта 1917 года, вместе с другими центральными органами правых партий.